# Tour des régions italiennes
Le Giro delle Regioni (Tour des régions italiennes) est une course cycliste italienne créée en 1976. Elle était réservée aux amateurs jusqu'en 2004 inclus. Elle met aux prises uniquement des coureurs espoirs (moins de 23 ans). Entre 2007 et 2010, elle appartenait à l'UCI Coupe des Nations U23.
La course est ouverte aux équipes nationales, une par pays (sauf pour l'Italie qui a droit à deux équipes), avec un maximum de six coureurs par équipe. En 2010, cinq classements sont établis : au temps, par points, celui du meilleur grimpeur, du meilleur jeune (moins de 21 ans) et des sprints intermédiaires.

## Palmarès
| Année   | Vainqueur,                | Deuxième                | Troisième           |
| ------- | ------------------------- | ----------------------- | ------------------- |
| 1976    | Carmelo Barone            | Giuseppe Passuello      | Dino Porrini        |
| 1977    | Eddy Schepers             | Claudio Corti           | Henk Mutsaars       |
| 1978    | Aavo Pikkuus              | Yuri Zakharov           | Tommy Prim          |
| 1979    | Sergueï Soukhoroutchenkov | Alexandre Averine       | Sergeï Nikitenko    |
| 1980    | Alberto Minetti           | Marco Cattaneo          | Jordan Penschev     |
| 1981    | Sergueï Soukhoroutchenkov | Youri Barinov           | Ivan Mitchenko      |
| 1982    | Ivan Mitchenko            | Viktor Demidenko        | Nico Emonds         |
| 1983    | Helmut Wechselberger      | Eduardo Alonso Gonzalez | Thurlow Rogers      |
| 1984    | Jiří Škoda                | Sergueï Voronine        | Uwe Raab            |
| 1985    | Flavio Giupponi           | Primož Čerin            | Bernard Richard     |
| 1986    | Jiří Škoda                | Maurizio Fondriest      | Valeri Malaschenkov |
| 1987    | Dimitri Konyshev          | Dieter Niehaus          | Viktor Klimov       |
| 1988    | Sergio Carcano            | Sergei Uslamin          | Maik Landsmann      |
| 1989    | Christophe Manin          | Dietmar Hauer           | Rolf Rutschmann     |
| 1990    | Dietmar Hauer             | Roberto Caruso          | Pavel Tonkov        |
| 1991    | Davide Rebellin           | José Lamy               | Nicola Miceli       |
| 1992    | Roberto Petito            | Andreas Lebsanft        | Alexandr Shefer     |
| 1993    | Pavel Tcherkasov          | Laurent Roux            | Oscar Camenzind     |
| 1994    | Dirk Baldinger            | Eddy Mazzoleni          | Rafael Díaz Justo   |
| 1995    | Tobias Steinhauser        | Uwe Peschel             | Daniele Sgnaolin    |
| 1996    | Giuliano Figueras         | Alessandro Spezialetti  | Unai Osa            |
| 1997    | Fabio Malberti            | Danilo Di Luca          | Gianmario Ortenzi   |
| 1998    | Gianmario Ortenzi         | Valentino China         | Denis Lunghi        |
| 1999    | Leonardo Giordani         | Ivan Basso              | Volodymyr Gustov    |
| 2000    | Graziano Gasparre         | Patrik Sinkewitz        | Giampaolo Caruso    |
| 2001    | Yaroslav Popovych         | Michele Scarponi        | Damiano Cunego      |
| 2002    | Antonio Quadranti         | Vladimir Gusev          | Alexander Bespalov  |
| 2003    | Kristjan Fajt             | Denys Kostyuk           | Tomaž Nose          |
| 2004    | Andriy Grivko             | Maxim Belkov            | Giovanni Visconti   |
| 2005    | Luigi Sestili             | Roman Kreuziger         | Peter Velits        |
| 2006    | Dmytro Grabovskyy         | Maxim Belkov            | Jelle Vanendert     |
| 2007    | Rui Costa                 | Dennis van Winden       | Gašper Švab         |
| 2008    | Vitaliy Buts              | Rui Costa               | Kristjan Koren      |
| 2009    | Annulé                    | Annulé                  | Annulé              |
| 2010    | Enrico Battaglin          | Jan Tratnik             | Angelo Pagani       |
| 2011-12 | Annulé                    | Annulé                  | Annulé              |